# Rosental Organics
Rosental Organics ist ein deutsches Unternehmen mit Hauptsitz in Mannheim und einer Niederlassung in Berlin, das auf die Herstellung und den Vertrieb naturbasierter Hautpflegeprodukte spezialisiert ist. Die Produktlinien von Rosental Organics umfassen vor allem vegane Kosmetika und funktionale Beauty-Tools. Zudem verfolgt das Unternehmen ökologische Prinzipien und engagiert sich sozial sowie umweltpolitisch.

## Geschichte und Unternehmensentwicklung
Gegründet am 12. Oktober 2017 von Tung Nguyen und Alexander Pelz in Berlin, startete Rosental Organics als Unternehmergesellschaft (UG) und wurde im Dezember 2019 in eine Gesellschaft mit beschränkter Haftung (GmbH) umgewandelt. Zeitgleich verlegte das Unternehmen seinen Hauptsitz nach Mannheim, behielt jedoch eine Niederlassung in Berlin. Tung Nguyen ist als Data Science Executive insbesondere für datengetriebene Prozesse und Produktentwicklung zuständig, während Alexander Pelz als CEO und Managing Director die strategische Führung innehat. Im Jahr 2025 wurde Christoph Bastius als Chief Operating Officer (COO) in die Geschäftsleitung aufgenommen. Das Unternehmen ist beim Amtsgericht Charlottenburg unter der Handelsregisternummer HRB 262360 eingetragen.
Zur Unternehmensentwicklung gehörten zwei Finanzierungsrunden, an denen sich der Startup-Accelerator NEXT Mannheim und der Venture-Capital-Geber zwei.7 Holding beteiligten.

## Produkte und Geschäftsmodell
Der Fokus liegt auf dem Vertrieb von kosmetischen Produkten, die auf pflanzlicher und veganer Basis hergestellt werden. Dazu zählen unter anderem Gesichtsöle, Seren, Masken oder Beauty-Tools wie Gua Sha Steine und Gesichtsroller aus Edelsteinen. Hinzu kommen elektronisch betriebene Pflegegeräte, etwa im Bereich LED-Lichttherapie oder EMS (elektrische Muskelstimulation). 
Die Produkte werden sowohl direkt über den eigenen Onlineshop als auch im stationären Einzelhandel verkauft und sind verschiedenen Drogeriemärkten deutschlandweit verfügbar, darunter seit 2024 auch in zahlreichen DM-Filialen. Zusätzlich werden die Produkte über Vertriebspartner wie Sephora und zahlreiche weitere Einzelhändler im In- und Ausland angeboten.

## Nachhaltigkeit und gesellschaftliches Engagement
Nachhaltigkeit ist ein zentrales Prinzip der Unternehmensstrategie. Seit 2022 beteiligt sich Rosental Organics an der Initiative „Gemeinsam gegen Ocean Plastic“, im Rahmen derer während der jährlichen „Black Weeks“ Rabattaktion pro getätigter Bestellung ein Kilogramm Plastikmüll aus Küstenregionen entfernt und recycelt wird.
Im Bereich gesellschaftliches Engagement unterstützt Rosental Organics zudem soziale Projekte. Anlässlich des Weltfrauentags 2023 spendete das Unternehmen im Rahmen der Aktion „Target x Rosental“ pro Bestellung an den Verein TARGET e. V., der sich international für Frauenrechte und gegen weibliche Genitalverstümmelung einsetzt.

## Auszeichnungen und Meilensteine
Im Jahr 2022 wurde Rosental Organics von der Werbeagentur Jung von Matt gemeinsam mit dem Marktforschungsinstitut Appinio als eine der „Top 20 Startup Brands Deutschlands“ gelistet. Im Folgejahr erhielt das Unternehmen eine Nominierung für die European Natural Beauty Awards 2023, die jährlich herausragende Leistungen im Bereich natürlicher Kosmetikprodukte in Europa auszeichnen.